# Bocca Trabaria
La Bocca Trabaria es un puerto de montaña que alcanza una altitud de 1.049 m s. n. m. en los Apeninos centrales, en concreto en la subsección de los Apeninos umbros, a menudo considerado el límite entre él y los Apeninos tosco-emilianos.
Separa la provincia de Perugia de la provincia de Pésaro y Urbino, y de esta manera la Umbría de las Marcas. Lo cruza la Carretera  Estatal 73 bis di Bocca Trabaria.
En los años setenta-ochenta se disputaba una cronoescalada automovilística de discreto éxito que partía de San Giustino y llegaba al puerto de montaña. Es el punto de partida de la Gran Excursión Apenínica.

## Galería fotográfica

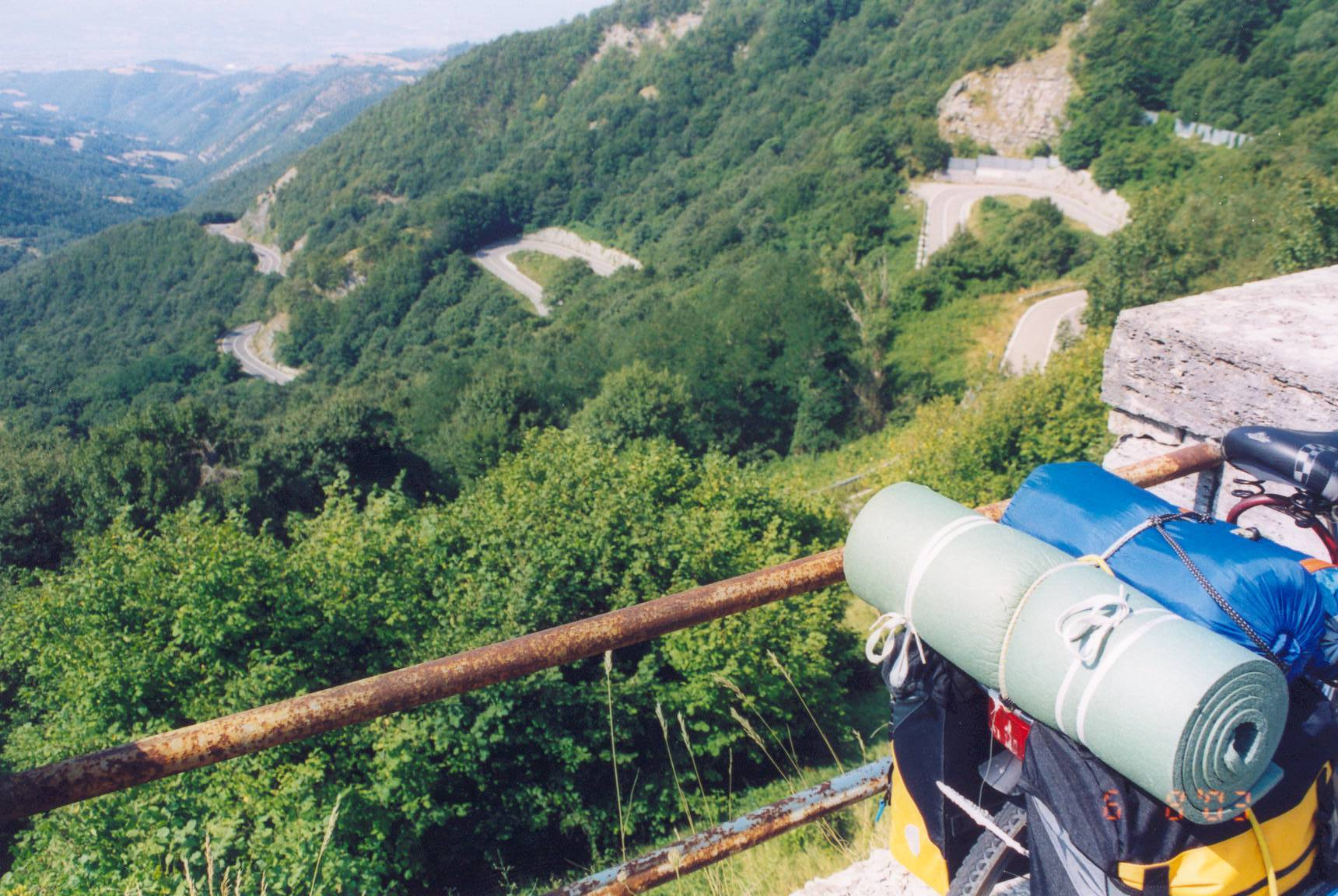
Bocca Trabaria Salita parte Umbra
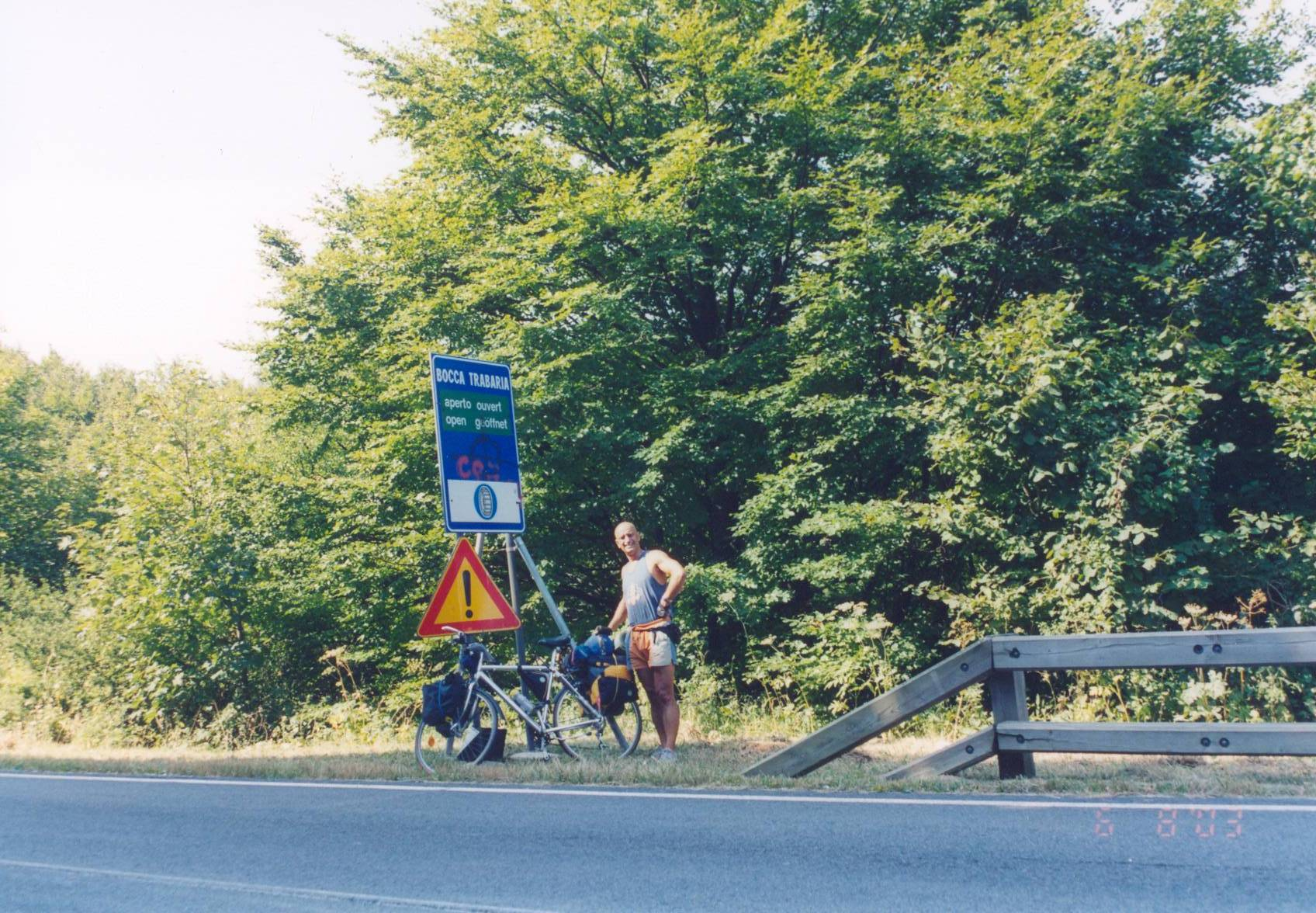
Bocca Trabaria El paso
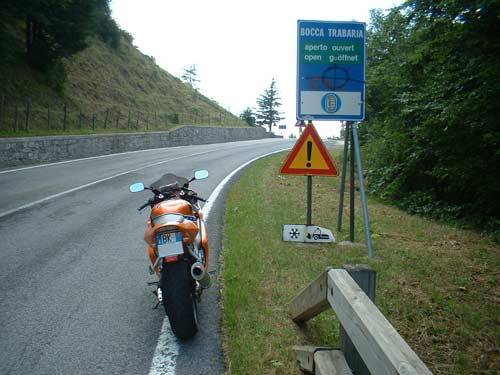
Bocca Trabaria Salita parte Marcheggiana
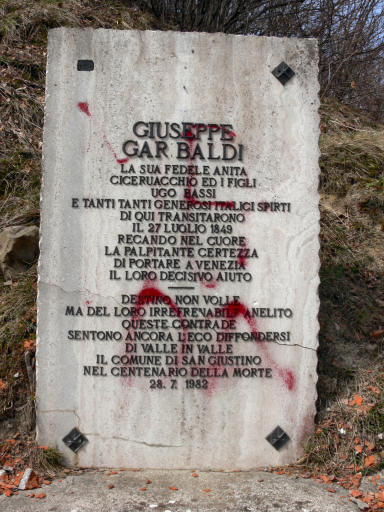
Monumento a Garibaldi